# Albumy numer jeden w roku 2020 (Korea Południowa)
Circle Album Chart – południowokoreańska lista przebojów, na której znajdują się najlepiej sprzedające się albumy Korei Południowej. Jest częścią Circle Chart, który został uruchomiony w lutym 2010 roku jako Gaon Chart. Dane są zestawiane przez Ministerstwo Kultury, Sportu i Turystyki oraz Korea Music Content Industry Association na podstawie tygodniowych/miesięcznych fizycznych sprzedaży albumów przez sześć głównych południowokoreańskich dystrybutorów: Kakao Entertainment, SM Entertainment, Sony Music Korea, Warner Music Korea, Universal Music i Stone Music Entertainment.

## Wykresy tygodniowe
| Data publikacji | Album                                       | Wykonawca           | Źródło |
| --------------- | ------------------------------------------- | ------------------- | ------ |
| 4 stycznia      | The ReVe Festival: Finale                   | Red Velvet          | [ 3 ]  |
| 11 stycznia     | Treasure Epilogue: Action to Answer         | Ateez               | [ 4 ]  |
| 18 stycznia     | Love Song                                   | Kim Jae-joong       | [ 5 ]  |
| 25 stycznia     | Love Song                                   | Kim Jae-joong       | [ 6 ]  |
| 1 lutego        | Timeless                                    | Super Junior        | [ 7 ]  |
| 8 lutego        | 回:Labyrinth                                | GFriend             | [ 8 ]  |
| 15 lutego       | Reveal                                      | The Boyz            | [ 9 ]  |
| 22 lutego       | Map of the Soul: 7                          | BTS                 | [ 10 ] |
| 29 lutego       | Map of the Soul: 7                          | BTS                 | [ 11 ] |
| 7 marca         | Neo Zone                                    | NCT 127             | [ 12 ] |
| 14 marca        | It'z Me                                     | Itzy                | [ 13 ] |
| 21 marca        | Neo Zone                                    | NCT 127             | [ 14 ] |
| 28 marca        | Cyan                                        | Kang Daniel         | [ 15 ] |
| 4 kwietnia      | Self-Portrait                               | Suho                | [ 16 ] |
| 11 kwietnia     | I Trust                                     | (G)I-dle            | [ 17 ] |
| 18 kwietnia     | Season 1. Hideout: Remember Who We Are      | Cravity             | [ 18 ] |
| 25 kwietnia     | Dye                                         | Got7                | [ 19 ] |
| 2 maja          | Reload                                      | NCT Dream           | [ 20 ] |
| 9 maja          | Gateway                                     | Astro               | [ 21 ] |
| 16 maja         | The Nocturne                                | NU'EST              | [ 22 ] |
| 23 maja         | Neo Zone: The Final Round                   | NCT 127             | [ 23 ] |
| 30 maja         | Delight                                     | Baekhyun            | [ 24 ] |
| 6 czerwca       | More & More                                 | Twice               | [ 25 ] |
| 13 czerwca      | When We Were Us                             | Super Junior-K.R.Y. | [ 26 ] |
| 20 czerwca      | Go Live                                     | Stray Kids          | [ 27 ] |
| 27 czerwca      | Heng:garæ                                   | Seventeen           | [ 28 ] |
| 4 lipca         | Delight                                     | Baekhyun            | [ 29 ] |
| 11 lipca        | Heng:garæ                                   | Seventeen           | [ 30 ] |
| 18 lipca        | 1 Billion Views                             | Exo-SC              | [ 31 ] |
| 25 lipca        | How You Like That                           | Blackpink           | [ 32 ] |
| 1 sierpnia      | Zero: Fever Part.1                          | Ateez               | [ 33 ] |
| 8 sierpnia      | Magenta                                     | Kang Daniel         | [ 34 ] |
| 15 sierpnia     | The First Step: Chapter One                 | Treasure            | [ 35 ] |
| 22 sierpnia     | Not Shy                                     | Itzy                | [ 36 ] |
| 29 sierpnia     | Season 2. Hideout: The New Day We Step Into | Cravity             | [ 37 ] |
| 5 września      | Love Synonym Pt.1: Right for Me             | Wonho               | [ 38 ] |
| 12 września     | Never Gonna Dance Again: Act 1              | Taemin              | [ 39 ] |
| 19 września     | In Life                                     | Stray Kids          | [ 40 ] |
| 26 września     | We Are Family                               | Kim Ho-joong        | [ 41 ] |
| 3 października  | Bad Liar                                    | Super Junior-D&E    | [ 42 ] |
| 10 października | The Album                                   | Blackpink           | [ 43 ] |
| 17 października | NCT 2020 Resonance Pt. 1                    | NCT                 | [ 44 ] |
| 24 października | Semicolon                                   | Seventeen           | [ 45 ] |
| 31 października | Super One                                   | SuperM              | [ 46 ] |
| 7 listopada     | Fatal Love                                  | Monsta X            | [ 47 ] |
| 14 listopada    | The First Step: Chapter Three               | Treasure            | [ 48 ] |
| 21 listopada    | Be                                          | BTS                 | [ 49 ] |
| 28 listopada    | Journey                                     | Henry               | [ 50 ] |
| 5 grudnia       | NCT 2020 Resonance Pt. 2                    | NCT                 | [ 51 ] |
| 12 grudnia      | One-reeler / Act IV                         | Iz*One              | [ 52 ] |
| 19 grudnia      | The Classic Album I – My Favorite Arias     | Kim Ho-joong        | [ 53 ] |
| 26 grudnia      | NCT 2020 Resonance Pt. 2                    | NCT                 | [ 54 ] |

## Wykresy miesięczne
| Miesiąc     | Album                               | Wykonawca    | Sprzedaż  | Źródło |
| ----------- | ----------------------------------- | ------------ | --------- | ------ |
| Styczeń     | Treasure Epilogue: Action to Answer | Ateez        | 128 273   | [ 55 ] |
| Luty        | Map of the Soul: 7                  | BTS          | 4 114 843 | [ 56 ] |
| Marzec      | Neo Zone                            | NCT 127      | 723 150   | [ 57 ] |
| Kwiecień    | Dye                                 | Got7         | 339 737   | [ 58 ] |
| Maj         | Delight                             | Baekhyun     | 660 826   | [ 59 ] |
| Czerwiec    | Heng:garæ                           | Seventeen    | 1 207 513 | [ 60 ] |
| Lipiec      | 1 Billion Views                     | Exo-SC       | 497 325   | [ 61 ] |
| Sierpień    | Magenta                             | Kang Daniel  | 330 824   | [ 62 ] |
| Wrzesień    | We Are Family                       | Kim Ho-joong | 441 201   | [ 63 ] |
| Październik | NCT 2020 Resonance Pt. 1            | NCT          | 1 193 394 | [ 64 ] |
| Listopad    | Be                                  | BTS          | 2 655 843 | [ 65 ] |
| Grudzień    | NCT 2020 Resonance Pt. 2            | NCT          | 705 588   | [ 66 ] |